# 納粹德國藝術
納粹德國藝術是指納粹德國在1933年至1945年期間的藝術成就。成為獨裁者之後，元首希特勒通過法律手段賦予自己個人的藝術偏好以力量。納粹德國偏好古希臘和古羅馬藝術，並重視讓藝術通俗易懂。納粹也反感魏瑪時代的文化，在藝術上更加復古，並使用文化作為宣傳工具。